# یوشیهیکو هاکامادا
یوشیهیکو هاکامادا (انگلیسی: Yoshihiko Hakamada؛ زادهٔ ۱۶ ژوئیهٔ ۱۹۷۳) بازیگر اهل ژاپن است.